# Град Книн
Град Книн је јединица локалне самоуправе са седиштем у Книну. Припада Шибенско-книнској жупанији у Хрватској. Према попису становништва из 2011. године, на подручју Града Книна живело је 15.407 становника. Према подацима са последњег пописа 2021. године у граду је живело 11.633 становника.
Као административна јединица, Град Книн је настао поделом некадашње Општине Книн, која је постојала у административном систему југословенске федералне јединице Хрватске и Републике Српске Крајине, док је још раније, за време Краљевине Југославије постојао Срез Книн.

## Географија
На западу град Книн  се граничи са општином Ервеник, југу са општинама Промина и Бискупија, југоистоку са општином Кијево, истоку са Босном и Херцеговином и на северу са општином Грачац у Задарској жупанији. Конфигурација терена је разнолика. На западном делу територије преовлађују брдовити (300–500 м) и планински крајеви и висоравни (500–1.000 м), а на источном се налазе подручја високих планина (1.000–1.500 м) и планинских врлети (изнад 1.500 м). На овом подручју налази се планински масив Динара са највишим планински врхом у Хрватској — Динара или Сињал на 1.831 м надморске висине. Геолошки састав земљишта на книнском подручју чине кречњак, кречњачки доломити, доломити и ређе разне кластичне седиментне стене. Типови земљишта су смеђе и црвеница на кречњаку и доломиту мешане са камењарима, источније су дубоке црвенице и смеђе земљиште на кречњаку, док се око речних токова налази алувијално земљиште.
Клима на подручју града Книна је субмедитеранска, на прелазу између медитеранске и континентално-планинске климе. Просечна годишња температура ваздуха за 2013. годину је износила 13,6 °C са хладним ветровитим зимама и врућим и сувим летима. Најнижа просечна температура ваздуха била је 4,8 °C у фебруару, док је највиша била 24,5 °C у августу. Просечна годишња количина падавина износи 110,65 мм/м2 у 2013. години, најкишовитији месец био је новембар са 230,7 мм/м2, а најсушнији јул са 26,3 мм/м2. Град Книн има просечно 2.444 сунчаних сати годишње.

## Насељена места
Град Книн обухвата 13 насељена места.
| - Врпоље - Голубић - Жагровић - Книн - Книнско Поље - Ковачић - Љубач | - Оћестово - Плавно - Полача - Поткоње - Радљевац - Стрмица |

## Историја
Као административна јединица, данашњи Град Книн има дугу предисторију, пошто је место Книн у прошлости било седиште разних управних јединица. За време аустроугарске власти, постојао је Котар Книн који је био у саставу Краљевине Далмације. За време Краљевине Југославије постојао Срез Книн, који је био у саставу Сплитске области (1922-1929), Приморске бановине (1929-1939) и Бановине Хрватске (1939-1941).
Када је у време ФНРЈ извршена реформа локалне самоуправе, Срез Книн је трансформисан у Општину Книн, која је постојала у административном систему југословенске федералне јединице Хрватске и Републике Српске Крајине. Потоњом поделом, стара Општина Книн раздељена је на данашњи Град Книн и пет нових општина (Бискупија, Ервеник, Кијево, Кистање и Цивљане).
Насељена места бивше Општине Книн
| - Биовичино Село - Бискупија - Вариводе - Врбник - Врпоље - Голубић - Гошић - Ђеврске - Ервеник - Жагровић - Звјеринац | - Зечево - Ивошевци - Какањ - Кијево - Кистање - Книн - Книнско Поље - Ковачић - Колашац - Крњеуве - Љубач | - Марковац - Модрино Село - Мокро Поље - Нунић - Орлић - Отон - Оћестово - Пађене - Плавно - Полача | - Поткоње - Радљевац - Радучић - Рамљане - Риђане - Смрдеље - Стрмица - Уздоље - Цетина - Цивљане |

## Становништво
Према попису становништва из 1991. године, на територији коју обухвата град Книн је живело 23.025 становника, од чега око 86% су били Срби. Током грађанског рата у Хрватској 1995. године, хрватска војска је протерала српско становништво са својих огњишта. Одлуком тадашњег председника Хрватске Фрање Туђмана, у Книн и околна села се углавном насељавају Хрвати из Босне и Херцеговине, због чега је етничка структура драстично измењена.
| Национални састав према попису из 1991.‍ | Национални састав према попису из 1991.‍ | Национални састав према попису из 1991.‍ | Национални састав према попису из 1991.‍ | Национални састав према попису из 1991.‍ |
| --------------------------------------- | --------------------------------------- | --------------------------------------- | --------------------------------------- | --------------------------------------- |
|                                         |                                         |                                         |                                         |                                         |
| Срби                                    | Срби                                    |                                         | 19.679                                  | 85,5%                                   |
| Хрвати                                  | Хрвати                                  |                                         | 2.372                                   | 10,3%                                   |
| Југословени                             | Југословени                             |                                         | 441                                     | 1,9%                                    |
| остали и непознато                      | остали и непознато                      |                                         | 533                                     | 2,2%                                    |
| Укупно: 23.025                          |                                         |                                         |                                         |                                         |

На попису становништва 2011. године, град Книн је имао 15.407 становника.
| Национални састав према попису из 2011.‍ | Национални састав према попису из 2011.‍ | Национални састав према попису из 2011.‍ | Национални састав према попису из 2011.‍ | Национални састав према попису из 2011.‍ |
| --------------------------------------- | --------------------------------------- | --------------------------------------- | --------------------------------------- | --------------------------------------- |
|                                         |                                         |                                         |                                         |                                         |
| Хрвати                                  | Хрвати                                  |                                         | 11.612                                  | 75,4%                                   |
| Срби                                    | Срби                                    |                                         | 3.551                                   | 23,5%                                   |
| остали и непознато                      | остали и непознато                      |                                         | 244                                     | 1%                                      |
| Укупно: 15.407                          |                                         |                                         |                                         |                                         |

На попису становништва 2021. године, град Книн је имао 11.633 становника.
| Национални састав према попису из 2021.‍ | Национални састав према попису из 2021.‍ | Национални састав према попису из 2021.‍ | Национални састав према попису из 2021.‍ | Национални састав према попису из 2021.‍ |
| --------------------------------------- | --------------------------------------- | --------------------------------------- | --------------------------------------- | --------------------------------------- |
|                                         |                                         |                                         |                                         |                                         |
| Хрвати                                  | Хрвати                                  |                                         | 8.936                                   | 76,82%                                  |
| Срби                                    | Срби                                    |                                         | 2.492                                   | 21,42%                                  |
| остали и непознато                      | остали и непознато                      |                                         | 205                                     | 1,76%                                   |
| Укупно: 11.633                          |                                         |                                         |                                         |                                         |

Број становника на простору града Книна по пописима
| Кретање броја становника | Кретање броја становника | Кретање броја становника | Кретање броја становника | Кретање броја становника | Кретање броја становника | Кретање броја становника | Кретање броја становника |
| 1948.                    | 1953.                    | 1961.                    | 1971.                    | 1981.                    | 1991.                    | 2001.                    | 2011.                    |
| ------------------------ | ------------------------ | ------------------------ | ------------------------ | ------------------------ | ------------------------ | ------------------------ | ------------------------ |
| 17.048                   | 18.662                   | 20.164                   | 20.872                   | 21.854                   | 23.025                   | 15.190                   | 15.407                   |